# Self-Portrait (film)
Self-Portrait è un cortometraggio del 1969 diretto da Yōko Ono. Il film è interamente costituito da una singola inquadratura della durata di 42 minuti del pene semi-eretto del marito John Lennon.
È anche conosciuto col soprannome ironico di John Lennon's John Thomas.

## Trama
La trama del cortometraggio venne così sintetizzata dallo stesso Lennon: «Si vedeva solo il mio cazzo [...] alla fine sgocciolò. Fu accidentale. L'idea era che si alzasse e si abbassasse, ma non andò così». Il critico cinematografico Philip French ricordò nel 2009 che il film «durò circa una quarantina di minuti (che sembrarono un'eternità), focalizzandosi sull'erezione del membro di John e raggiungendo l'apice con l'apparire di una goccia di sperma color perla sulla punta dello stesso».

## Distribuzione
Il cortometraggio ebbe la sua prima presso l'Institute of Contemporary Arts di Londra il 10 settembre 1969, insieme ad altri due film della coppia, Rape e Folding; i film diretti da Ono Two Virgins, Smile e Honeymoon furono anch'essi proiettati quella stessa sera all'ICA. Da allora non è mai più stato mostrato in pubblico, e ad oggi il film è considerato perduto.

## Accoglienza
A proposito dell'opera, nel 1970 Ono disse nel corso di un'intervista con French che «i critici non vollero nemmeno sentirne parlare». La proiezione del film per la critica si tenne in un cinema privato a Mayfair, alla presenza di Lennon e Ono, nonché dello stesso French. Secondo quest'ultimo, Ono cercò di filmare la reazione dei critici durante la proiezione, con l'intenzione di usare il girato in una futura installazione artistica che mostrasse in split screen le reazioni degli spettatori e le immagini del pene di Lennon, ma finì accidentalmente per non riprendere nulla.